# Инициал (име)
 За термина в книжнината вижте Инициал.  
Инициал се нарича изписването на името на даден човек, като за целта се използват първите букви на трите имена на човека. Например инициалите на Джон Фрицджералд Кенеди са – JFK.
Към инициал може да бъде зачислено и изписването на съпруг и съпруга. Например ако съпрузите се наричат Мария и Петър, инициалите им ще са ПМ и/или МП.
Прието е буквите в инициалите да са главни.